# C/2023 P1 (Nishimura)
Pour les articles homonymes, voir Comète Nishimura et Nishimura.
C/2023 P1 (Nishimura) est une comète découverte le 12 août 2023 par l'astronome amateur japonais Hideo Nishimura à Kakegawa, au Japon. Sa période de révolution est estimée à 434 ans.